# 迈克尔·庞克
迈克尔·庞克（英語：Michael Punke，1964年12月7日—），是美国的作家、小说家、政策分析师、律师，曾任美国贸易代表办公室副贸易代表、驻世界贸易组织大使。

## 作品
- 《荒野猎人》（2002年）
- 《Ridgeline》（2021年）
- 《Fire and Brimstone: The North Butte Mining Disaster of 1917》（2006年）
- 《Last Stand》（2007年）